# Semaeostomeae
Le Semeostomee (Semaeostomeae Agassiz, 1862) sono un ordine di cnidari scifozoi che annovera le meduse più comuni.

## Descrizione
Sono riconoscibili per il manubrio prolungato in quattro braccia allungate ed increspate, mentre dai margini dell'ombrella pendono tentacoli più o meno allungati (es. Aurelia, Pelagia, ecc.). I polipi sono alti pochi millimetri, talvolta assenti per modificazione del ciclo biologico. 

## Tassonomia
Semaeostomeae insieme con Rhizostomeae formano la sottoclasse delle Discomeduse.
L'ordine Semaeostomeae comprende le seguenti famiglie:
- Cyaneidae Agassiz, 1862
- Drymonematidae Haeckel, 1880
- Pelagiidae Gegenbaur, 1856
- Phacellophoridae Straehler-Pohl, Widmer & Morandini, 2011
- Ulmaridae  Haeckel, 1879